# Echeta
Echeta is een geslacht van vlinders van de familie spinneruilen (Erebidae), uit de onderfamilie Arctiinae.

## Soorten
- E. brunneireta Dognin, 1906
- E. divisa Herrich-Schäffer, 1855
- E. excavata Schaus, 1910
- E. grandis Druce, 1883
- E. juno Schaus, 1892
- E. milesi Rothschild, 1922
- E. minerva Schaus, 1915
- E. pandiona Stoll, 1782
- E. rhodocyma Hampson, 1909
- E. rubrireta Dognin, 1906
- E. semirosea Walker, 1865
- E. subtruncata Rothschild, 1909
- E. trinotata Reich, 1933